# Añorga KKE
Añorga Kultur eta Kirol Elkartea (baskisch für „Kultur- und Sportverein Añorga“) ist ein baskischer Verein aus dem Stadtteil Añorga in Donostia-San Sebastián. Der Klub unterhält Abteilungen für Fußball, Basketball, Pelota, Triathlon und Bergsport sowie auch für baskische Volkstänze, Bertsolari (baskische Improvisationsdichtung), Comparsa (Gigantes y Cabezudos) und andere kulturelle Veranstaltungen. Bekannt ist vor allem die Frauenfußballabteilung, die in den 1990er Jahren zu den erfolgreichsten Spaniens zählte und drei Meistertitel und ebenso viele nationale Pokale gewinnen konnte.

## Frauenfußball
Die Frauenfußballabteilung von Añorga KKE wurde 1980 gegründet und konnte in den Jahren 1984, 1987 und 1989 jeweils das Finale des spanischen Pokals erreichen. Der erste Titelgewinn gelang der Mannschaft 1990, als man sich im Endspiel des Pokals mit 2:0 gegen Espanyol Barcelona durchsetzen konnte. In der Saison 1990/91 startete das Team erstmals in der höchsten Liga und landete auf dem dritten Platz, im selben Spieljahr konnte Añorga KKE den Titel im Pokal durch ein 2:0 im Finale gegen Club Femení Barcelona erfolgreich verteidigen. Der erste Meistertitel konnte 1991/92 errungen werden. In den folgenden Jahren lieferte sich Añorga KKE ein Duell gegen CD Oroquieta Villaverde aus Madrid um die Vormachtstellung im spanischen Frauenfußball. In den Spielzeiten 1992/93 und 1993/94 landeten die Baskinnen jeweils auf dem zweiten Platz hinter dem Klub aus Madrid, während 1994/95 und 1995/96 wieder Añorga die spanische Meisterschaft erobern konnte. Im Pokal setzte sich die Mannschaft 1993 im Finale mit 2:1 gegen Oroquieta durch, verlor jedoch 1995 mit 2:4 gegen die Madrileninnen. In der Saison 1996/97 gelang noch ein zweiter Platz in der Meisterschaft, diesmal landete Añorga hinter San Vicente CFF. In den folgenden Jahren verlor der Klub sportlich an Bedeutung und konnte nicht mehr in den Titelkampf eingreifen. Durch eine Umstrukturierung und Reduktion der Liga im Jahr 2001 erfolgte schließlich der Abstieg in die zweite Spielklasse, wo sich Añorga KKE bis 2019 halten konnte. Zur Saison 2019/20 musste die Mannschaft erstmals in ihrer Geschichte in der dritten Division antreten.

## Erfolge
Frauenfußball
- Spanische Meisterschaft (3): 1991/92, 1994/95, 1995/96
- Spanischer Pokal (3): 1990, 1991, 1993

## Bekannte ehemalige Spielerinnen
- Maria Arantza del Puerto Astiz
- Nerea Eizagirre
- Nahikari García
- Amaiur Sarriegi